# Gónni
Gónni ou Gonnoi (grec moderne : Γόννοι), avant 1927 Derelí (Δερελί), est une ancienne municipalité du district de Larissa en Thessalie en Grèce. 
Depuis la réforme du gouvernement local de 2011, elle fait partie de la municipalité de Tempé.

## Histoire

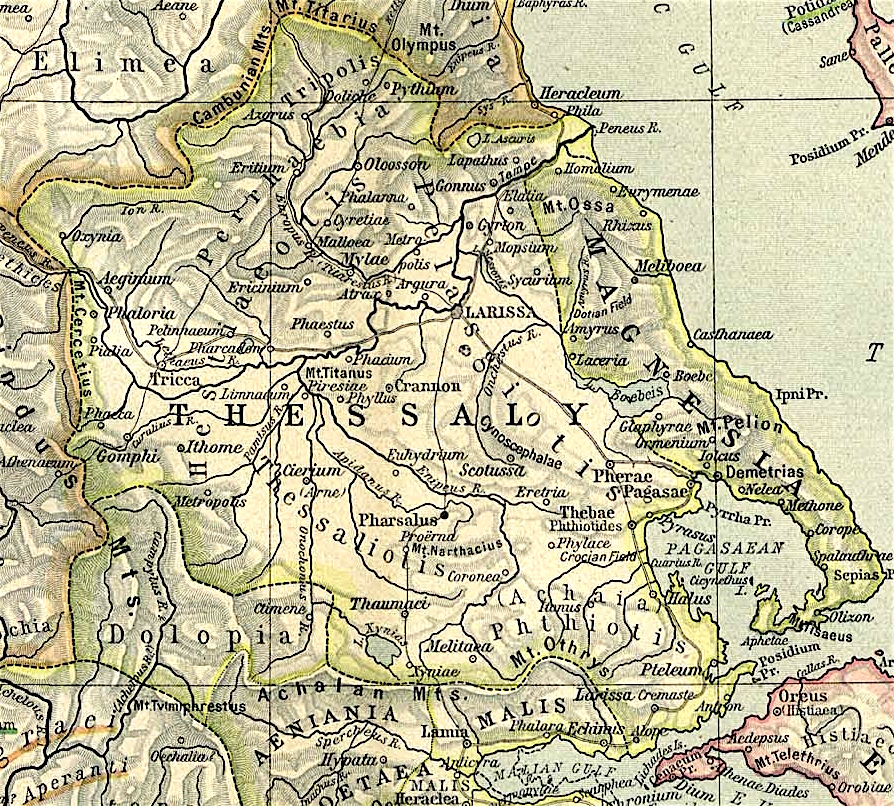
Carte de l'ancienne Thessalie situant Gónni

La municipalité a été créée en vertu de la loi Kapodistrias en 1997 à partir des anciennes communes de Gónni, Kallipéfki, Itéa et Eléa. 
À environ 2 kilomètres au sud-est de la ville, à l'entrée de la vallée de Tempé, se trouve le site de l'ancienne ville de Gonnoi, patrie du roi de Macédoine Antigone Gonatas.